# Željezara Split
Željezara Split ime je za hrvatsku tvrtku sa središtem Kaštel Sućurcu, i osnovana je 1968. godine. Tvrtka je danas u većinskom vlasništvu tvrtke Adria čelik. 

## Vanjske poveznice
- Službene stranice Željezare Split  Arhivirana inačica izvorne stranice od 14. siječnja 2012. (Wayback Machine)